# Deuses olímpicos

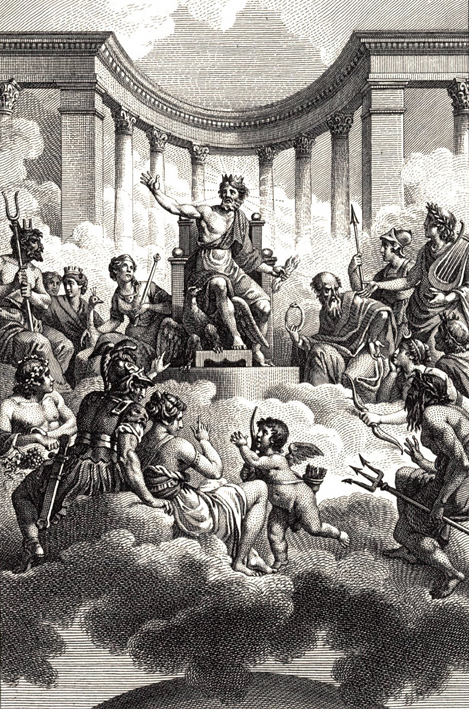
Os Doze Deuses Olímpicos
Por Nicolas-André Monsiau, em finais do século XVIII

Os doze deuses olímpicos, também conhecidos como o dodecateão (em grego: Δωδεκάθεον < δώδεκα; romaniz.: Dodekatheon, dōdeka, "doze" + θεοί, theoi, "deuses"), na religião helênica, eram os principais deuses do panteão grego, residentes no topo do monte Olimpo.
Os deuses olímpicos moravam em um imenso palácio, em algumas versões de cristãos, construído no topo do monte Olimpo, uma montanha que ultrapassaria o céu. Alimentavam-se de ambrosia e bebiam néctar, alimentos exclusivamente divinos, ao som da lira de Apolo, do canto das musas e da dança das graças. Apesar de nunca haver se acabado por completo, e tendo permanecido oculto na maior parte da Grécia devido à perseguição político-religiosa que sofreu, o culto dos deuses olímpicos tem sido restaurado de forma mais explícita na Grécia desde os anos 1990, através do movimento religioso conhecido como dodecateísmo.
A primeira referência antiga a cerimónias religiosas em sua honra encontra-se no Hino homérico dedicado a Hermes. A composição clássica dos doze deuses olímpicos (o doze canónico da arte e da poesia) inclui os seguintes deuses: Zeus, Hera, Poseidon, Atena, Ares, Deméter, Apolo, Ártemis, Hefesto, Afrodite, Hermes e Dioniso. Os doze deuses romanos correspondentes eram Júpiter, Juno, Neptuno, Minerva, Marte, Ceres, Febo, Diana, Vulcano, Vénus, Mercúrio e Baco. Hades (no panteão romano, Plutão) não era geralmente incluído nesta lista. Não tinha assento no panteão porque passava a maior parte do seu tempo no Hades. Também costuma aparecer entre os doze Héstia (entre os romanos, Vesta), no lugar de Dioniso.
A composição do grupo dos doze olímpicos, contudo, varia substancialmente entre os autores da antiguidade. Heinrich Wilhelm Stoll considera, mesmo, que a limitação ao número de doze é uma ideia relativamente moderna Por volta de 400 a.C., Heródoto incluía na sua composição do Dodekatheon as seguintes divindades: Zeus, Hera, Posidão, Hermes, Atena,  Apolo, Alfeu, Cronos, Reia e as graças.  Wilamowitz concorda com a versão de Heródoto.
Heródoto inclui, em Histórias II, 43, Hércules como um dos doze. Luciano de Samósata também inclui Hércules e Esculápio como membros dos doze, sem, contudo, referir quais os deuses que para eles tiveram de abdicar. Em Cós, Hércules e Dioniso juntam-se aos doze, prescindindo-se de Ares e Hefesto. Contudo, Píndaro, Pseudo-Apolodoro, e Heródoto discordam desta versão, sustentando que Hércules não era um dos doze deuses, mas aquele que estabeleceu o seu culto.
Platão relacionava os doze deuses ao número de meses do ano, e propôs que o último mês fosse dedicado aos rituais em honra de Plutão e dos espíritos dos mortos, o que implica que ele mesmo considerasse Hades como sendo um dos doze. Hades não consta das versões posteriores deste grupo de deuses devido a associações ctónicas óbvias. Em Fedro Platão faz corresponder os doze com o Zodíaco e exclui Héstia.
Hebe, Hélio e Perséfone são também incluídos, por vezes, no grupo. Eros também é por vezes referido ao lado dos doze, especialmente com a sua mãe, Afrodite, mas raramente é considerado como um dos olímpicos.
Os doze olímpicos obtiveram a sua supremacia no mundo dos deuses, depois de Zeus ter conduzido os seus irmãos, Hera, Posidão, Deméter e Héstia, à vitória na guerra com os titãs. Ares, Hermes, Hefesto, Afrodite, Atena, Apolo, Ártemis, as graças, Hércules, Dioniso, Hebe e Perséfone eram, por sua vez, filhos de Zeus, ainda que algumas versões dos mitos sustentem que Hefesto era filho apenas de Hera e que Afrodite era filha de Urano.

## Lista

### Olímpicos clássicos
Os catorze deuses e deusas mais frequentemente listados como pertencendo aos doze olímpicos.
| Nome grego | Estátua | Descrição | Geração       |
| ---------- | ------- | --- | ------------- |
| Zeus       |         | Rei dos deuses e governante do monte Olimpo, deus do céu, do relâmpago, do trovão e das tempestades, comandante dos ventos e das nuvens, deus da lei, da ordem e da justiça. O filho mais novo dos titãs Cronos e Reia. Símbolos: o raio, a águia e o carvalho. | Primeira      |
| Hera       |         | Rainha dos deuses. Deusa do casamento, maternidade e das mulheres. Símbolos: o cuco, o pavão, a vaca e a romã. Filha de Cronos e Reia. Esposa e irmã de Zeus.                                                                                                   | Primeira      |
| Poseidon   |         | Deus dos mares, dos terramotos e dos cavalos. Símbolos: hipocampo, golfinho e tridente. Filho de Cronos e Reia. Irmão de Zeus e Hades. | Primeira      |
| Deméter    |         | Deusa da agricultura, da natureza e das estações do ano. Símbolos: papoula e cereais. Filha de Cronos e Reia, irmã de Zeus. | Primeira      |
| Hades      |         | Deus dos mortos, dos infernos e das riquezas da Terra. Símbolos: Elmo da escuridão, um bidente, um crânio e monstro de 3 cabeças. Filho do titã Cronos e de Reia. Irmão de Zeus e Posidão.                                                                      | Primeira      |
| Héstia     |         | Deusa virgem do lar e da lareira. Símbolo: Lareira. Filha de Cronos e Reia, e irmã de Zeus. | Primeira      |
| Afrodite   |         | Deusa do amor, da beleza e da sexualidade. Filha de Urano e Talassa. Símbolos: a pomba e o espelho. | dos titãs [A] |
| Apolo      |         | Deus do Sol, da cura, da peste, das artes, profecia e do tiro com arco. Símbolos incluem a lira e o arco. Ártemis é sua irmã gémea. Filho de Zeus e de Leto. | Segunda       |
| Ares       |         | Deus da guerra. Símbolos incluem o javali e a lança. Filho de Zeus e Hera. | Segunda       |
| Ártemis    |         | Deusa virgem da caça, florestas, vida selvagem, lua e protetora das meninas. Símbolos incluem o veado e o arco. Irmã gémea de Apolo, filha de Zeus e de Leto.                                                                                                   | Segunda       |
| Atena      |         | Deusa virgem da sabedoria, ofícios e estratégia militar. Símbolos são a oliveira e o mocho. Filha de Zeus, de acordo com algumas tradições, com Métis. | Segunda       |
| Dioniso    |         | Deus do vinho, das festas e do êxtase. O seu símbolo é a pantera e a videira. Filho de Zeus e da mortal Sémele. | Segunda       |
| Hefesto    |         | Ferreiro dos deuses; deus do fogo e da metalurgia. Filho de Zeus e Hera ou, de acordo com algumas tradições, apenas de Hera. | Segunda       |
| Hermes     |         | Mensageiro dos deuses; deus do comércio e dos ladrões. Símbolos incluem o caduceu e as botas com asas. Filho de Zeus e da ninfa Maia. | Segunda       |

### Outros Olímpicos
Ainda que não pertençam à lista clássica dos Doze Olímpicos, os seguintes deuses menores são servos ou filhos dos doze grandes, sendo muita vezes retratados junto com eles:
- Alfeu - Deus-rio
- Os erotes - Eros, Anteros.[13] Filhos de Afrodite
- Esculápio - Deus da medicina e da saúde
- As graças - Deusas dos banquetes, das festas, beleza e natureza. Filhas de Zeus e de Eurínome, na versão comum [14]
- Hebe - Deusa da juventude, copeira dos deuses. Filha de Zeus e de Hera [15]
- Héracles - O maior herói dos mitos gregos
- Ilícia - Deusa do parto, filha de Hera e de Zeus
- Pã - Deus da natureza selvagem, dos pastores e dos animais
- Perséfone - Deusa da Primavera e rainha dos Infernos, filha de Deméter e esposa de Hades
- Bia - Personificação da violência
- Cratos - Personificação do poder
- Dione - Deusas das ninfas. Em algumas tradições, mãe de Afrodite, com Zeus.
- Eos - Personificação do amanhecer
- Éris - Deusa da discórdia
- Fobos - Deus do medo e filho de Ares.
- Ganímedes  - Copeiro dos deuses no palácio do Olimpo.
- Hécate - Deusa associada à magia, bruxas e feitiços
- Hipnos - deus do sonos eternos
- Horas - Porteiras do Olimpo
- Íris - Personificação do Arco-íris, também mensageira do Olimpo, juntamente com Hermes
- Morfeu - Deus dos sonhos
- Musas - Nove senhoras das ciências e das artes
- Némesis - Deusa grega da vingança
- Nice - Deusa da vitória
- Péon - Médico dos deuses
- Perseu - Filho de Zeus, o lendário fundador de Micenas e da dinastia perseida
- Tânato - Personificação da morte
- Ventos - Bons ventos: Bóreas (vento norte), Noto (vento sul), Zéfiro (vento oeste), Euro (vento leste)
- Zelo  - Rivalidade

Notas
- A ^ De acordo com uma versão alternativa do seu nascimento, Afrodite teria nascido de Urano, avô de Zeus, — depois de Cronos ter atirado os seus genitais amputados ao mar. Esta versão sustenta a etimologia do seu nome, "nascida da espuma". Como tal, Afrodite pertenceria à mesma geração que Cronos, pai de Zeus, sendo, tecnicamente, sua tia.
- B ^ Os Romanos costumavam associar Febo a Hélio e ao próprio Sol.[16][17] Contudo, usavam também o nome legado pelos Gregos, Apolo.[18]